# Manfredi Polverosi
Manfredi Polverosi (Capraia, Florència, 9 d'agost de 1882 - Roma, 1 de juny de 1965) va ser un tenor italià que va participar en les disciplines del teatre i del cinema del segle xx.
A Milà, va estudiar cant amb el mestre Mario Pieraccini i amb Jacopo Manfrini, que havia estat tenor. També va estudiar amb Elisa Brambilla-Vidal. Algunes fonts indiquen que va debutar el 1906 a l'Arena Borsellini d'Empoli interpretant el paper d'Edgardo a Lucia di Lammermoor, mentre que d'altres situen el seu debut a Siena, el 1903, interpretant el paper de Gennaro a l'òpera Lucrezia Borgia de Gaetano Donizetti.
Després d'haver cantat durant uns anys en destacats teatres d'òpera italians, el febrer de 1908 va cantar cinc òperes a La Scala de Milà i el mateix any va viatjar per primera vegada a l'Argentina per cantar al Teatro Colón de Buenos Aires. El 1911 va tornar a aquesta ciutat sud-americana per cantar en el Teatro Coliseo. Fora d'Itàlia, hi ha registrades actuacions seves també al Caire, Alexandria, Odessa, Rio de Janeiro, São Paulo, Montevideo, Barcelona —el 1913 al Liceu, a l'obra Il barbiere di Siviglia i Rigoletto i el 1915 al Teatre Tívoli, un cop més a Il barbiere di Siviglia i també a Manon—, San Petersburg, Varsòvia, l'Havana, Madrid, València, Palma, Santiago de Xile, Valparaíso, Lima i Amsterdam. El 1925 va cantar a La Fenice de Venècia; hi va interpretar Madama Butterfly, Mefistofele, La Rondine, i va estrenar-hi Gli amanti sposi de Wolf Ferrari.
El 1929 va participar en el III Congrés Internacional del Teatre celebrat a Barcelona, com a secretari del Sindicat d'Artistes lírics d'Itàlia. Entre 1936 i 1943 va dirigir l'Escola Experimental de Cant i Ball del Teatre de l'Òpera de Roma, on va tenir com a alumnes Rina Gigli, Orietta Moscucci i Guido Mancini.
També va actuar en el món del cinema. Entre les obres en què va participar hi ha La signora dalle Camelie (1947), dirigida per Carmine Gallone i interpretada per Nelly Corradi, Gino Mattera i el mateix Polverosi. La pel·lícula es va presentar al Festival de Locarno de 1948.